# Valley View (Texas)
Valley View est une petite ville située au sud du comté de Cooke, au Texas, aux États-Unis,.

## Démographie
Lors du recensement de 2010, la ville comptait une population de 757 habitants. Elle est estimée, au 1er juillet 2019, à 759 habitants.

### Source de la traduction
- (en) Cet article est partiellement ou en totalité issu de l’article de Wikipédia en anglais intitulé « Valley View, Texas » (voir la liste des auteurs).